# 1964年夏季残疾人奥林匹克运动会荷兰代表团
1964年夏季残疾人奥林匹克运动会荷兰代表团是荷兰派出的1964年夏季残疾人奥林匹克运动会代表团。获得4枚金牌、6枚银牌和4枚铜牌。